# Tom Marino
Thomas Anthony Marino (n. 13 de agosto de 1952) es un político y abogado estadounidense. Actualmente está sirviendo su quinto período en la Cámara de Representantes de Estados Unidos (para el Distrito 12 del Congreso de Pensilvania, posteriormente 4 períodos por el Distrito 10 del Congreso de Pensilvania). Es miembro del Partido Republicano. Marino fue abogado de Estados Unidos para el Tribunal de Distrito de los Estados Unidos, por el Distrito Medio de Pensilvania.
El 1 de septiembre de 2017, el presidente Donald Trump nominó a Marino como Director de la Oficina de la Política Nacional para el Control de Drogas, generalmente conocido como el "drug czar". Se retiró el 17 de octubre de 2017, luego de informes sobre que él haya sido el arquitecto en jefe detrás de una deuda que protegiera a fabricantes y vendedores farmacéuticos, y estropeara la capacidad de la DEA para combatir la epidemia opoide del país. El 17 de enero de 2019, anunció que se estaría retirando del Congreso para trabajar en el sector privado, a partir del 23 del mismo mes.

## Vida y educación
Marino nació el 13 de agosto de 1952, y creció en Lycoming, Pensilvania. Después de graduarse de educación media, fue a trabajar en fábricas del centro de Pensilvania. A los 30 años Marino se matriculó en el Williamsport Area Community College (ahora llamado Pensilvania College of Technology). Luego se transifiró a la Universidad de Lycoming donde se graduó magna cum laude, antes de completar su doctorado en la Escuela de Leyes de Dickinson.